# Маар (Ізраїль)
Маар  (івр. מגאר или מע'אר, араб. المغار) — місто в Північному окрузі Ізраїлю зі змішаним населенням мусульман, християн і друзів. Його площа складає 19,810 дунамів. Маар отримав статус місцевої ради у 1956 році, а з 2021 року має статус міста.

## Історія
Магар був відомий ще в період Римської імперії під назвою «Зар». Безліч оливкових гаїв та старовинні преси для виготовлення вина говорять про довгу історію сільського господарства у цьому районі, у численних печерах знайдено ознаки стародавнього житла. Сучасна назва міста походить від арабського слова «печери».